# Джени Линд (остров)
Остров Джени Линд (на английски: Jenny Lind Island) е 58-ият по големина остров в Канадския арктичен архипелаг. Площта му е 420 км2, която му отрежда 72-ро място сред островите на Канада. Административно принадлежи към канадската територия Нунавут. Необитаем.
Островът се намира в северната част на залива Куийн Мод и в южния вход на протока Виктория, отделящ остров Виктория на запад от остров Кинг Уилям на изток. Широкият 14,6 км проток Айсбрейкър го отделя на северозапад от югоизточния бряг на големия остров Виктория, а на 72 км на юг, през залива Куийн Мод се намира северното континентално крайбрежие на Северна Америка. На 40 км на изток се намира групата о-ви Кралско Географско дружество, а на 33 км на югоизток – о-вите Норденшелд.
Островът има дължина от север на юг 27 км, а максималната му ширина е 16 км. Бреговата му линия с дължина 113 км е слабо разчленена. Релефът е предимно плоска равнина със средна надморска височина под 30 м, изпъстрена с многочислени малки езера и блата. Максимална височина – 69 м. На южното крайбрежие в сушата се вдава едноименният залив Джени Линд, около който се простира пясъчна равнина.
Островът е основна промеждутъчна база на стотици хиляди прелетни птици – канадска гъска, снежна гъска, гъска Рос и други и местообиталище на овцебикове.
На североизточното крайбрежие на залива Джени Линд има изградена автоматична радолокационна станция и самолетна писта.
През лятото на 1839 г. двамата служители Питър Уорън Диз и Томас Симпсън на „Компанията Хъдсънов залив“, търгуваща с ценни животински кожи откриват острова, но не го наименуват. По-късно той е кръстен в чест на знаменитата шведска оперна певица Йени Линд.
|  | Тази страница частично или изцяло представлява превод на страницата „Дженни-Линд (остров)“ в Уикипедия на руски. Оригиналният текст, както и този превод, са защитени от Лиценза „Криейтив Комънс – Признание – Споделяне на споделеното“, а за съдържание, създадено преди юни 2009 година – от Лиценза за свободна документация на ГНУ. Прегледайте историята на редакциите на оригиналната страница, както и на преводната страница, за да видите списъка на съавторите. ВАЖНО: Този шаблон се отнася единствено до авторските права върху съдържанието на статията. Добавянето му не отменя изискването да се посочват конкретни източници на твърденията, които да бъдат благонадеждни. |